# Huvudskär
Huvudskär är en ögrupp i Stockholms södra ytterskärgård med 150–200 mindre öar, kobbar och skär. Ögruppen och det kringliggande naturreservatet med samma namn är belägna i Ornö socken, Haninge kommun i Södermanland (Stockholms län). Öarna är välbesökta av fritidsbåtar, som främst lägger till nära Kronobryggan på huvudön Ålandsskär. Sjötaxi trafikerar Ålandsskär varje dag under turistsäsongen och en skärgårdsbåt går från Dalarö. Som naturhamn anses Huvudskär vara vacker med sin lugna blå lagun för småbåtar och de kala slipade gråstenshällarna, men klipporna är hårt väderutsatta utifrån öppna havet. Vintertid när snöstormarna ligger på visar skäret upp en helt annan sida. Huvudskär är sedan 1972 ett naturreservat som förutom Ålandsskär ägs och förvaltas av Skärgårdsstiftelsen.
Ålandsskär ingår således inte i reservatet utan ägaren är till större delen staten som upplåtit privathus på ofri grund. Sistnämnda faktum möjliggör turism på ön som helt saknar allmänna vägar. Ett antal privatägda tomter med småstugor finns på skäret som mest består av berg och klippor. Trots att landhöjningen med tiden gjort ön brantare och mindre tillgänglig kan man dock bada på flera ställen. Den enda brunnen för färskvatten har torkat ut så därför måste allt sådant vatten numera fraktas hit eller hämtas från brunnen på Lökskär. Elnät saknas också och den vanligaste kraftkällan är gasoldrivna gasaggregat för hushållen och vandrarhemmet. En gemensamhetsbyggnad finns, en lokal för öns byalag.

## Historia
Huvudskär blev redan på medeltiden ett viktigt kronohamnsfiske och det var huvudskärslagen från 1450 som kom att reglera allt strömmingsfiske i Stockholms skärgård under flera sekel. Vad som fiskades var i huvudsak strömming och torsk, dessutom bedrev man säl- och fågeljakt. Huvudskärs fiske överfördes 1533 från Kronan till Tyresö slott, som dock mot avgift till slottsägaren fick fortsätta fiska som förut. 
Huvudskärs fiskelägen ansågs vara tillräckligt välbesökt för att behöva ett kapell, varmed ett sådant först uppsattes på Ålandsskär 1646. Kapellet flyttades kort därefter till Lökskär. Av protokoll från 1711 framgår att huvuddelen av fiskbodarna då låg på Lökskär. Tre bodar fanns på Malmskär och fem på Ålandsskär. Många av de som fiskade kom från Åland, men sedan torskgrunden arrenderats av en grupp fiskeriköpmän från Stockholm som förbjudit andra att fiska där, valde ålänningarna att inte mer återkomma. Året 1710 drabbades fiskarna hårt av den då härjande pesten; endast fem av stockholmsfiskarna återvände sedan pesten avklingat. I samband med rysshärjningarna 1719 brändes all bebyggelse  men det mesta återuppbyggdes. Kapellet som återuppfördes kom dock enligt uppgifter i början av 1800-talet att flyttas till Dalarö. Carl J. Sundevall angav i Berättelser om Fiskeriet i Stockholms läns skärgård afgifven 1 december 1851 att byggnaden skall ha använts som postkontor där. Enligt andra uppgifter skall kapellet ha uppförts bakom en bokhandel på ön och fungerat som mjölkmagasin med namnet "surmjölkskyrkan".
Den äldsta av de nu kvarvarande bodarna har en vindflöjel med årtalet 1749. En ny lotsled inrättades 1826 mellan Mellan-Rökan och Sköt-Rökan och vidare över Fjärdlångfjärden och Jungfrufjärden in mot Stockholm. Den fungerade som en reservlotsled och båtar som behövde lots skulle signalera vid "Bommarna" (Västerbommen, Järnbommen och Österbommen). Första fyren samt en lotsstation med fast personal tillkom på 1880-talet, likaså en bemannad tullstation. En skola anlades på ön 1884 och det fanns även ett postkontor, ett hundratal personer bodde då på Huvudskär.
En livräddningsstation för båtar i sjönöd inrättades 1944 och under andra världskriget blev Huvudskär en första landningsplatsen för många baltiska flyktingar. Livräddningsstationen flyttades 1973 till Ornö, men kustbevakningen är emellanåt uppankrad.
Under andra världskrigets ofredsår flyttade de flesta till fastlandet, kvar blev militära positioner, en väderleksstation, samt en livräddningskryssare. Några fast boende familjer fanns ännu på 1950-talet. Den sista barnfamiljen hette Andersson som efter sju år på Huvudskär med ansvar för tillsyn, väderleksrapporter och sjöräddning  flyttade till Fjärdlång 1957.
Tullstationen nedlades 1925 och lotsstationen 1942 och när gamla fyren ersattes med en ny 1931, flyttades fyrvaktarstugan som var sammanbyggd med fyren till Stockholms norra skärgård och den gamla fyren revs. Lotshuset och Tullhuset som är skärets två största byggnader har varit tjänstebostäder åt respektive yrkesgrupp. Det senare drivs sedan 1972 som vandrarhem i Haninge kommuns regi.

## Huvudskärs fyr
På Huvudskär har en fyr funnits sedan 1880-talet, en fyrlanternin satt då ovanpå fyrvaktarbostadens tak. År 1931 byggde man en ny fyr i betong som var acetylengas-driven. Denna står ännu kvar men är solcellsdriven sedan 1990-talet.

## Bilder

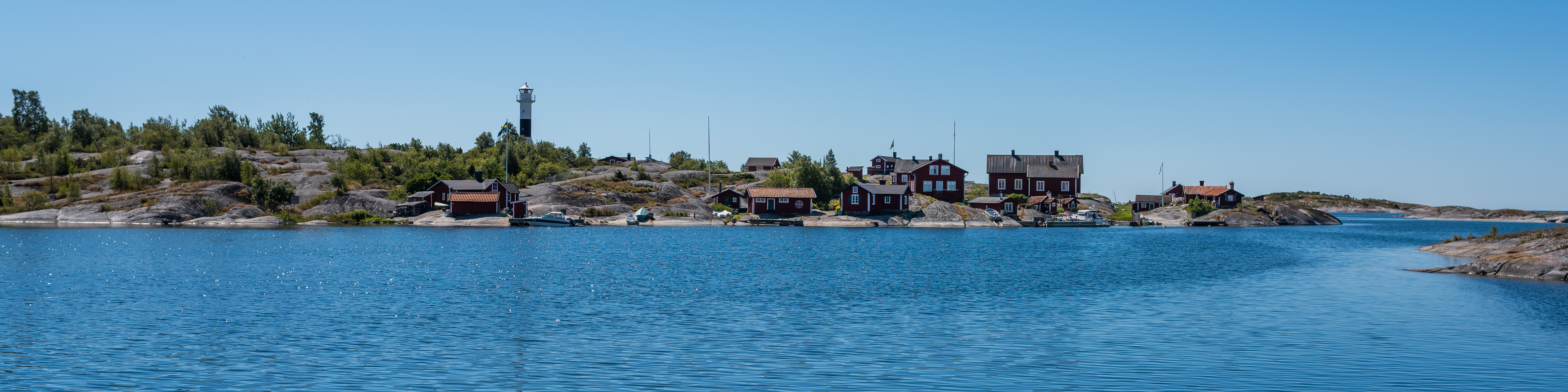
Huvudskär 2016.
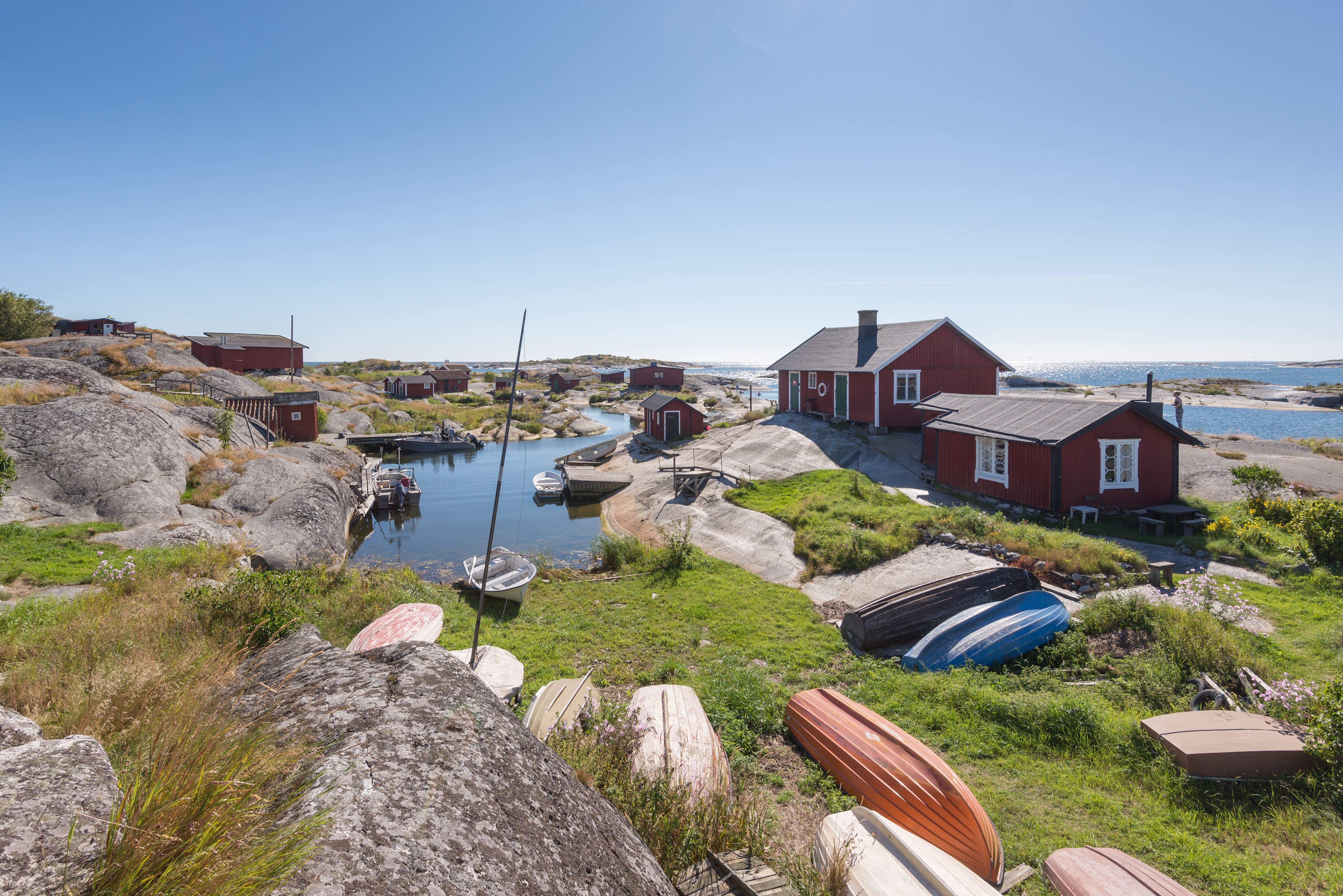
Bebyggelsen med lilla hamnviken.
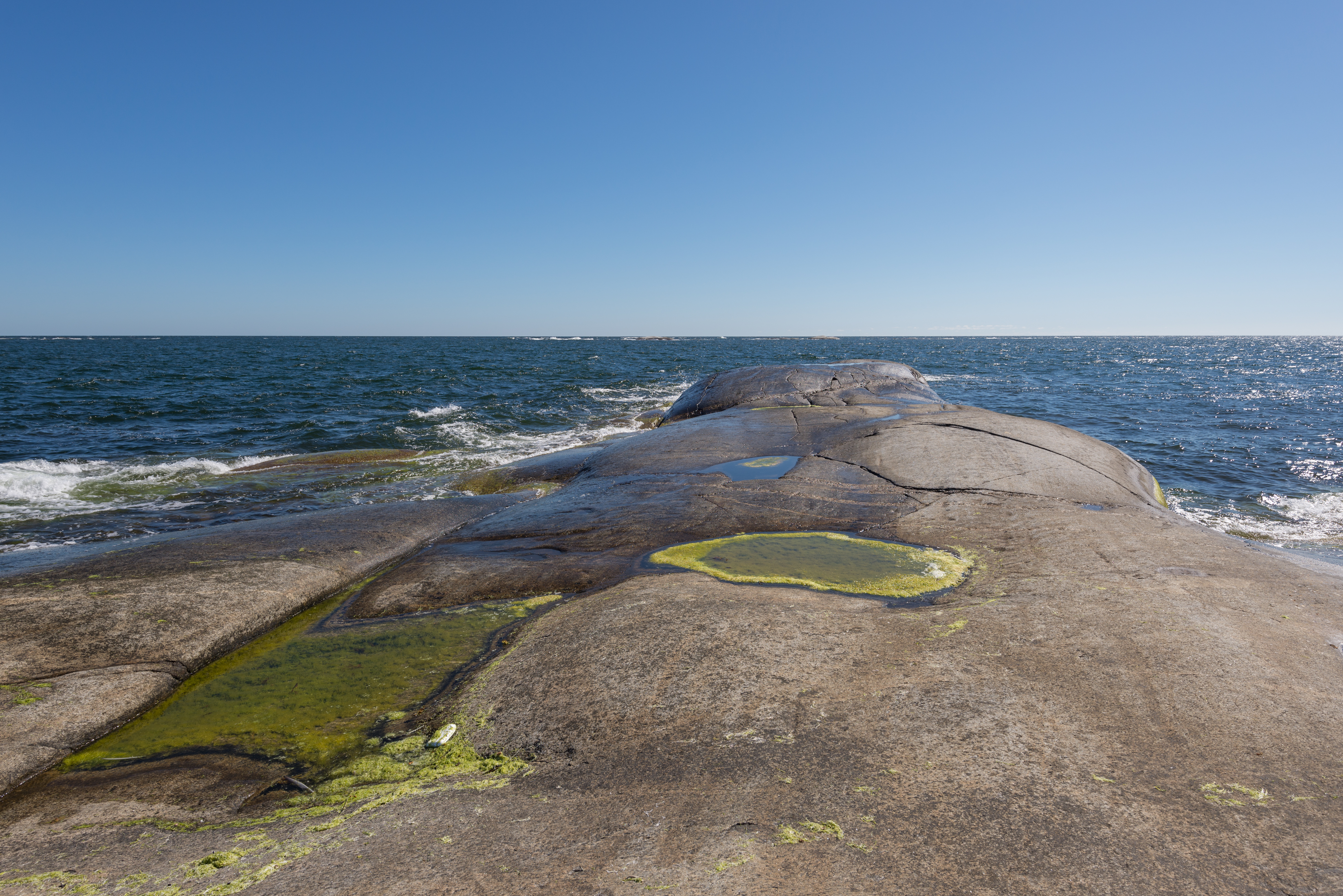
Klippor på östra delen av ön.
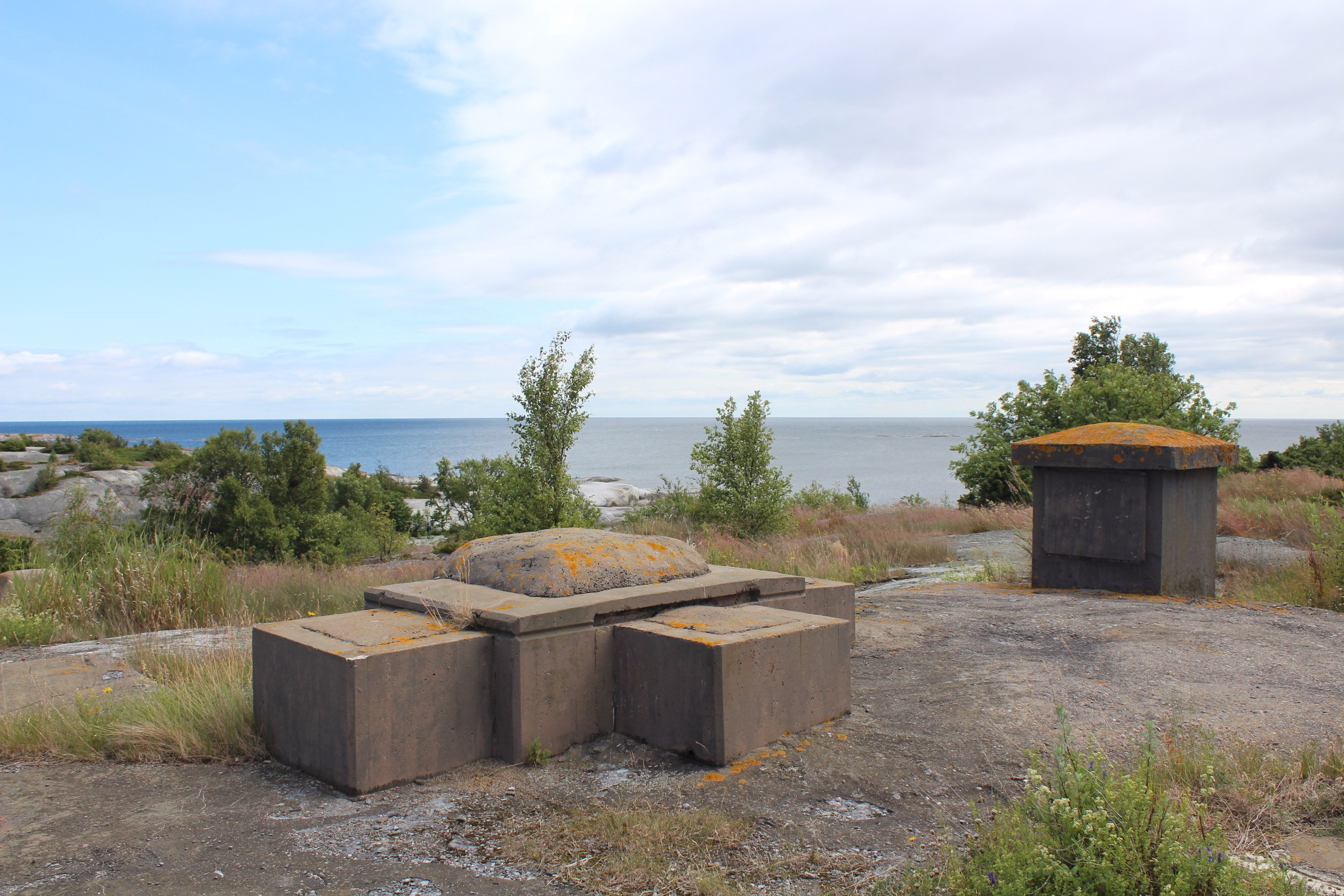
Rester av militäranläggningarna.
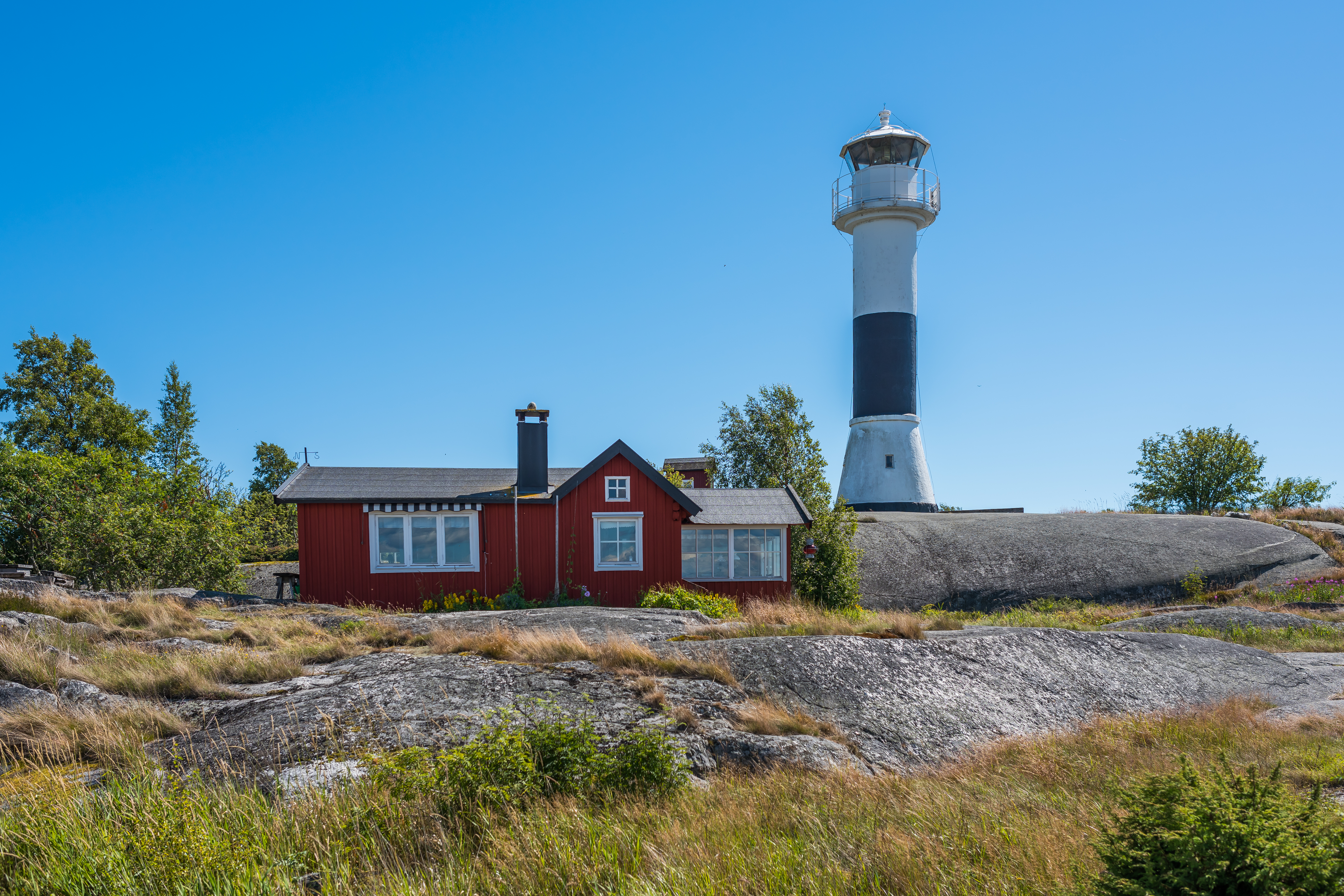
Fyren med gamla lotsstugan.
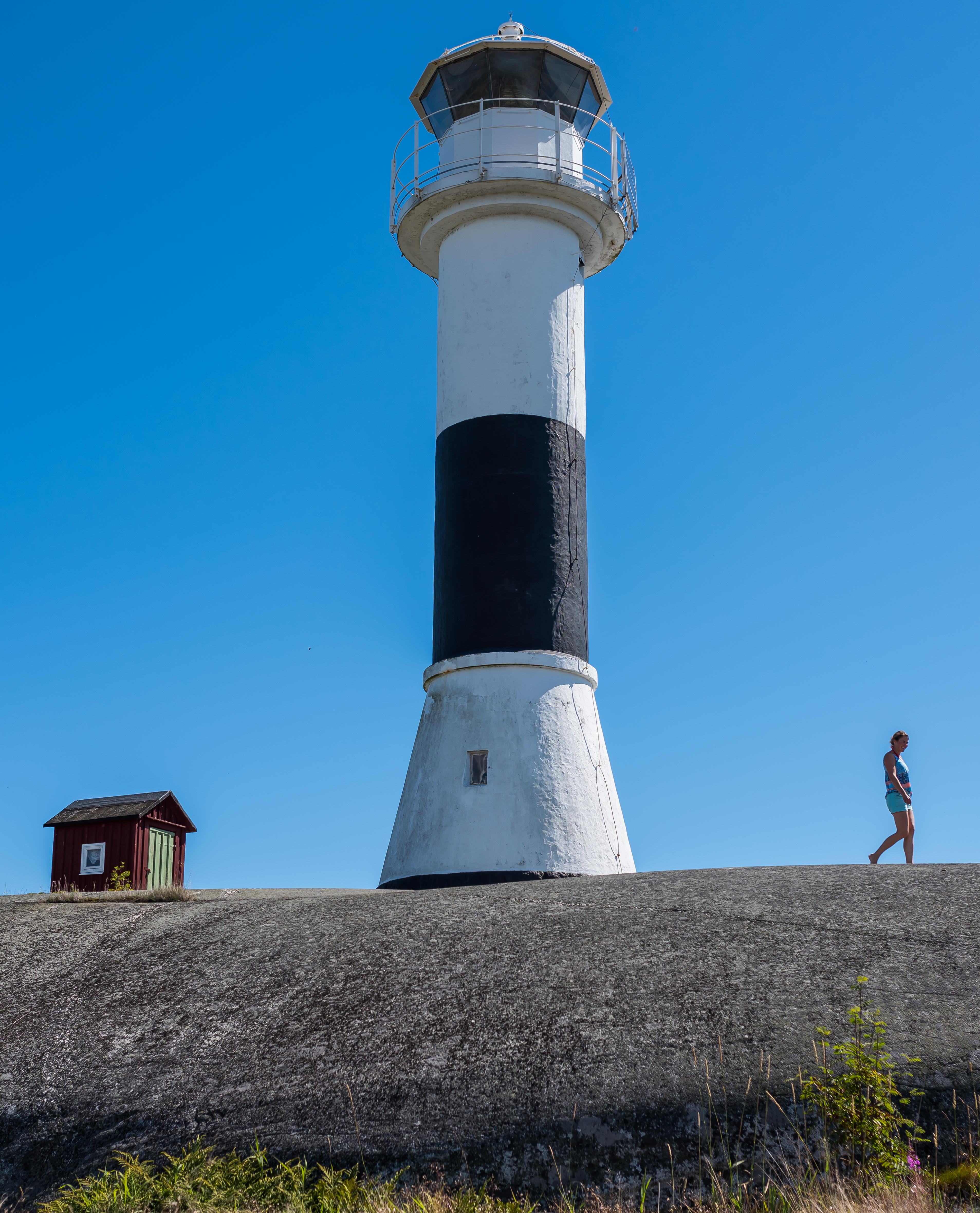
Huvudskär fyr.
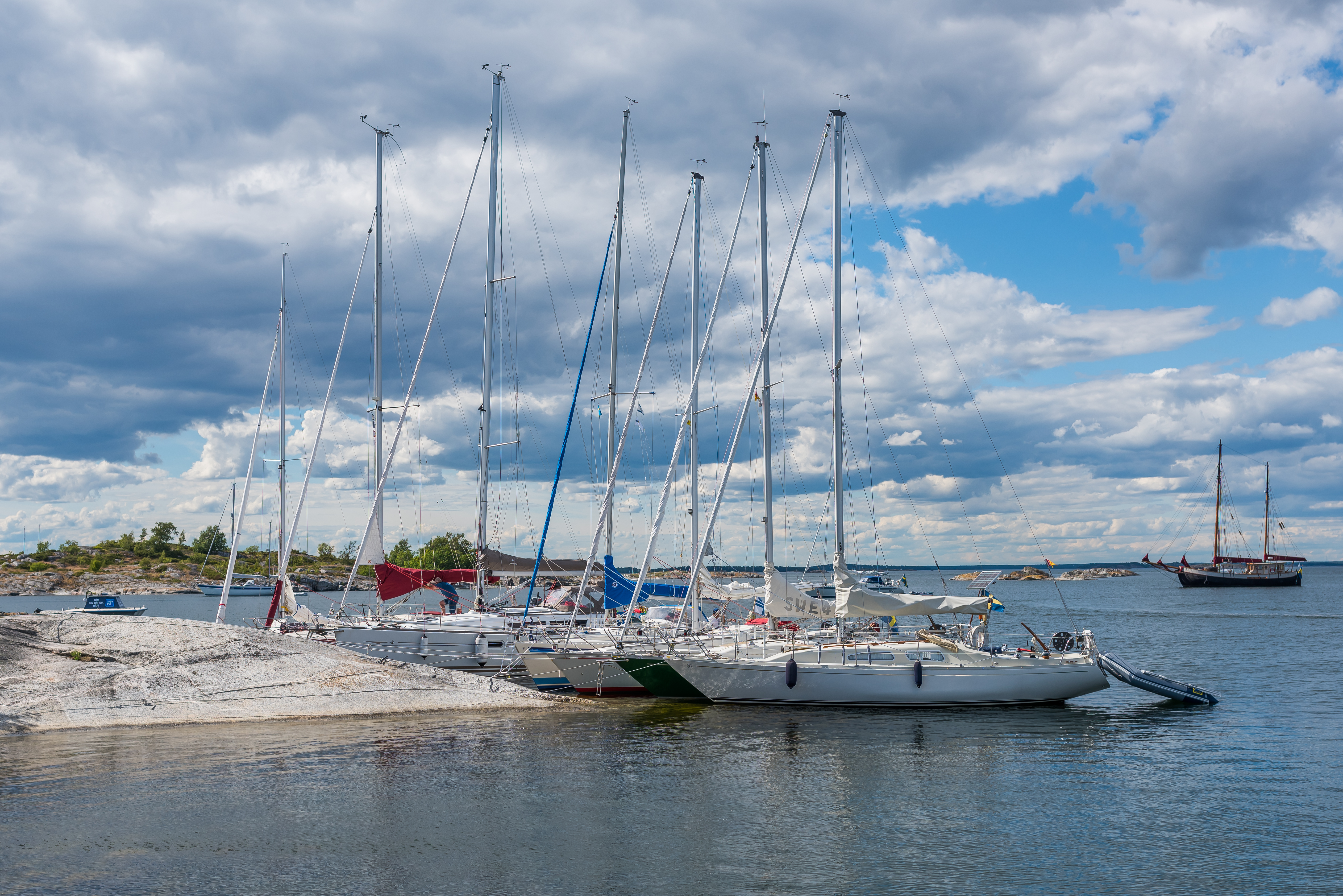
Populär naturhamn.
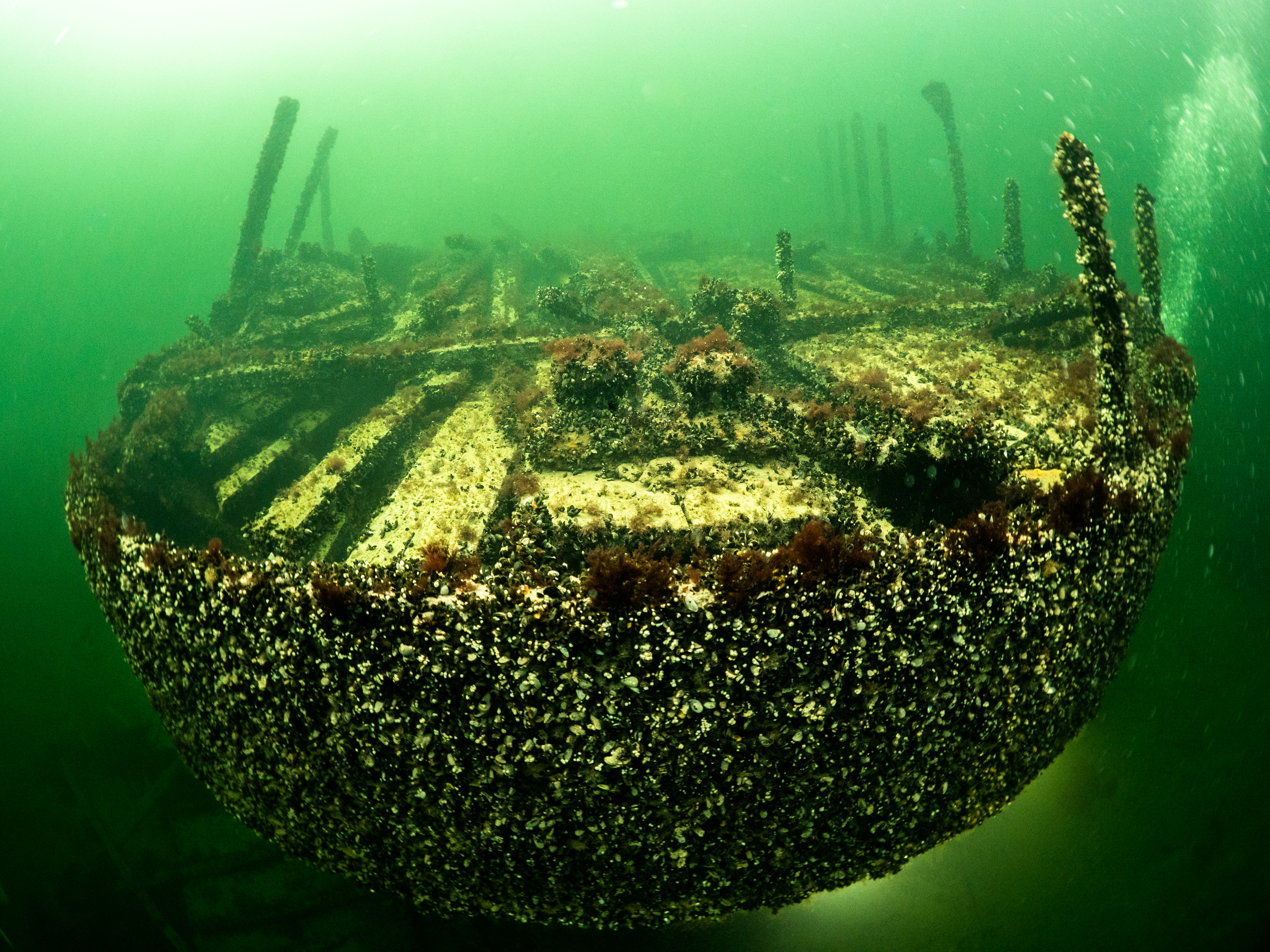
Vraket Fylgia vid Huvudskär.